# Callimetopus nigritarsis
Callimetopus nigritarsis là một loài bọ cánh cứng trong họ Cerambycidae.